# Supermarine Seagull (1948)
De Supermarine Seagull was een Britse militaire vliegboot die in de Tweede Wereldoorlog werd ontwikkeld maar pas in 1948, drie jaar na het einde van de oorlog, vloog. Het toestel was bedoeld voor verkennings- en search and rescue-taken en moest de opvolger worden van de Supermarine Walrus en Sea Otter. Het toestel kon aan boord van een schip meegenomen worden. Er werden twee prototypes van gebouwd, die getest werden aan boord van de vliegkampschepen HMS Illustrious en HMS Ark Royal. Maar omdat in dezelfde periode helicopters de search and rescue-taken overnamen werd het project geannuleerd. Een derde exemplaar van de Seagull bleef onafgewerkt.
Het was de tweede maal dat Supermarine de naam Seagull gebruikte; in 1921 was er reeds een Seagull verkenningsvliegboot van de Royal Air Force.